# Panic in Detroit
Panic in Detroit är en låt av David Bowie som ursprungligen släpptes på albumet Aladdin Sane från 1973. Låten släpptes senare som B-sida till Rock 'n' Roll With Me från 1974.